# MapServer
MapServer је развојно окружење отвореног кода за стварање геопросторно оспособљених интернет апликација. Може функционисати као a CGI програм или преко MapScript -а који подржава неколико програмских језика (користећи SWIG). MapServer је развијен од Универзитет Минесот. MapServer је првобитно развијен уз помоћ NASA-е, којој су били потребни методи да сателитски снимци постану доступни јавности.

## ОСГео фондација
>У новембру 2005 су, Autodesk, чланови MapServer Technical Steering комитета, универзитет Минесота, и DM Solutions Group објавили формирање MapServer фондације. Уз ову објаву, Autodesk је објавио своју интернет апликацију за мапирање, MapGuide, би био развијан као слободан софтвер са свим новим кодом и био би назван "MapServer Enterprise". постојеће MapServer апликације би биле преименоване у "MapServer Cheetah". Ова промјена имена је наишла на велики отпор у MapServer заједници. Autodesk је тада одступио од своје одлуке о преименовању и задржао име "MapGuide" за свој производ.